# Kai Diekmann
Kai Diekmann (Ravensburg, 27 de junio de 1964) es un periodista y consultor alemán. De 1998 a 2000 fue redactor jefe de Welt am Sonntag; de 2001 a 2015, redactor jefe del diario Bild. Dejó Springer-Verlag el 31 de enero de 2017, y asumió nuevas responsabilidades en la empresa estadounidense Uber. En 2017 cofundó la agencia de relaciones públicas Storymachine.

## Educación
Diekmann asistió a la Escuela Católica Mariana de las Ursulinas, en Bielefeld, donde editó el periódico escolar conservador Passepartout. Realizó el servicio militar, sirviendo inicialmente en las Tropas Panzerjäger 190 en el cuartel de Lützow en Münster-Handorf, alcanzando el grado de teniente de reserva. Luego comenzó a estudiar historia, alemán y política en la Universidad Westfalia Wilhelms en Münster.

## Carrera

### Periodismo
Interrumpió sus estudios cuando comenzó su carrera profesional en 1985 en Axel-Springer-Verlag como aprendiz en la Escuela de Periodismo Axel Springer en Hamburgo, con estaciones en Bonn y Nueva York. Allí hizo carrera y fue corresponsal parlamentario de la editorial Bild y Bild am Sonntag en Bonn desde 1987.
De 1989 a 1991 fue redactor jefe de la revista Bunte, publicada por Burda-Verlag. Después de un breve compromiso como editor en jefe adjunto del diario B.Z., se mudó a Hamburgo en 1992 como director de política de Bild.
En 1997, el director ejecutivo de Springer, Jürgen Richter, transfirió a Diekmann al servicio exterior de Springer. Según la revista Der Spiegel, al responsable de la editorial le molestaban los buenos contactos de Diekmann con la Cancillería y con Leo Kirch, por entonces accionista de Springer. Después de eso, Diekmann hizo una pausa en su carrera y viajó a Centroamérica en 1997. Un poco más tarde, Richter tuvo que abandonar la editorial.
Diekmann pudo continuar su carrera con Claus Larass, el ex editor en jefe de Bild que fue ascendido a la junta de Springer en 1998. En 1998 se convirtió en editor en jefe de Welt am Sonntag, desde donde pasó al puesto de editor en jefe de Bild el 1 de enero de 2001. Allí fundó la columna Post von Wagner de Franz Josef Wagner. En 2004 también se convirtió en el editor de Bild y también en el editor de Bild am Sonntag.
Como editor en jefe de Bild, Diekmann también fue responsable de la calidad del trabajo periodístico del periódico. Se dice que Bild viola los principios periodísticos básicos con más frecuencia que otros medios alemanes. La afirmación de que estas violaciones de las pautas del código de prensa habían aumentado desde que Diekmann asumió el cargo de editor en jefe estuvo acompañada por un aumento significativo en el número de quejas presentadas por el consejo de prensa.
Desde 2004, Diekmann forma parte del consejo asesor del diario turco Hürriyet, que pertenece a Doğan Media Group. Axel Springer Verlag tiene una participación de casi el 20% en la filial de Dogan Dogan-TV.
En octubre de 2009, Diekmann comenzó su propio blog, en el que informaba al estilo de un blog sobre su trabajo diario como editor en jefe de Bild. Se anunció que el proyecto operaría durante 100 días; se suspendió en febrero de 2010.
A principios de 2012, el entonces presidente alemán Christian Wulff había tratado de disuadir a Diekmann y al director ejecutivo de Axel Springer Verlag, Mathias Döpfner, de informar críticamente mediante amenazas de cargos penales.
A principios de noviembre de 2015, Axel Springer SE anunció que Diekmann cedería su cargo de editor en jefe de Bild a su sucesor Tanit Koch el 1 de enero de 2016.
El 30 de diciembre de 2016, se anunció que Diekmann dejaría Springer después de 30 años, el 31 de enero de 2017.

### Consultoría
En 2017, Diekmann se convirtió en asesor de la empresa de servicios estadounidense Uber. Fue nombrado miembro de la Junta Asesora de Políticas Públicas. Una de las tareas de Diekmann es asesorar a la empresa en temas políticos. Los miembros de la junta se reúnen una vez al año en San Francisco y, por lo general, reciben acciones de la empresa en lugar de pago. Pocas semanas después del compromiso de Diekmann, se supo que el Grupo Springer tenía una participación en la empresa estadounidense.

### Emprendimientos
Diekmann fundó la agencia de relaciones públicas Storymachine en 2017, junto con Michael Mronz y el ex editor en jefe de Stern.de Philipp Jessen.
En noviembre de 2017, Diekmann y su amigo de la infancia, el exbanquero de inversiones Leonhard Fischer, anunciaron planes de “gestión de activos digitales” que recaudarían y gestionarían alrededor de 20.000 millones de euros de inversores privados. El proyecto con el nombre Future Fund se lanzó oficialmente a finales de mayo de 2018.

## Acciones legales

### Die Tageszeitung
Diekmann demandó al periódico Die Tageszeitung (Taz) cuando el autor de dicho diario, Gerhard Henschel, afirmó el 8 de mayo de 2002 en la página satírica The Truth que a Diekmann le habían alargado el pene en Miami con partes de cadáveres. Diekmann luego demandó al Taz por una orden judicial y €3 0,000 en daños por interferencia ilegal con sus derechos personales, difamación e insulto. El Tribunal de Distrito de Berlín ordenó una medida cautelar, pero denegó una demanda por daños y perjuicios, ya que aseguraron que Diekmann, como editor en jefe de Bild, «busca conscientemente su beneficio económico a través de la violación de los derechos personales de los demás». El Tribunal de Apelación no dio ninguna posibilidad de éxito a una apelación contra esto, y ambas partes retiraron su apelación.

### Der Postillon
En 2009, el editor en jefe del blog satírico Der Postillon, Stefan Sicherheitmann, usó una foto de Diekmann como parodia para su perfil de Twitter. El abogado de Diekmann lo acusó de injerencia ilegal en sus derechos generales de personalidad. Sicherheitmann tuvo que pagar una suma negociada por su abogado.

## Vida personal
Diekmann es católico.
Desde 1995 hasta 1997, Diekmann estuvo casado con Jonica Jahr. El 28 de enero de 2002 se casó con la columnista de Katja Kessler; y el ex canciller de Alemania, Helmut Kohl, fue su padrino de boda. Diekmann y Kessler tienen cuatro hijos: Yella, Caspar, Kolja y Lilly.